# Theridion varians cyrenaicum
Theridion varians là một phân loài nhện trong họ Theridiidae.
Loài này thuộc chi Theridion. Theridion varians cyrenaicum được Lodovico di Caporiacco miêu tả năm 1933.

## Hình ảnh

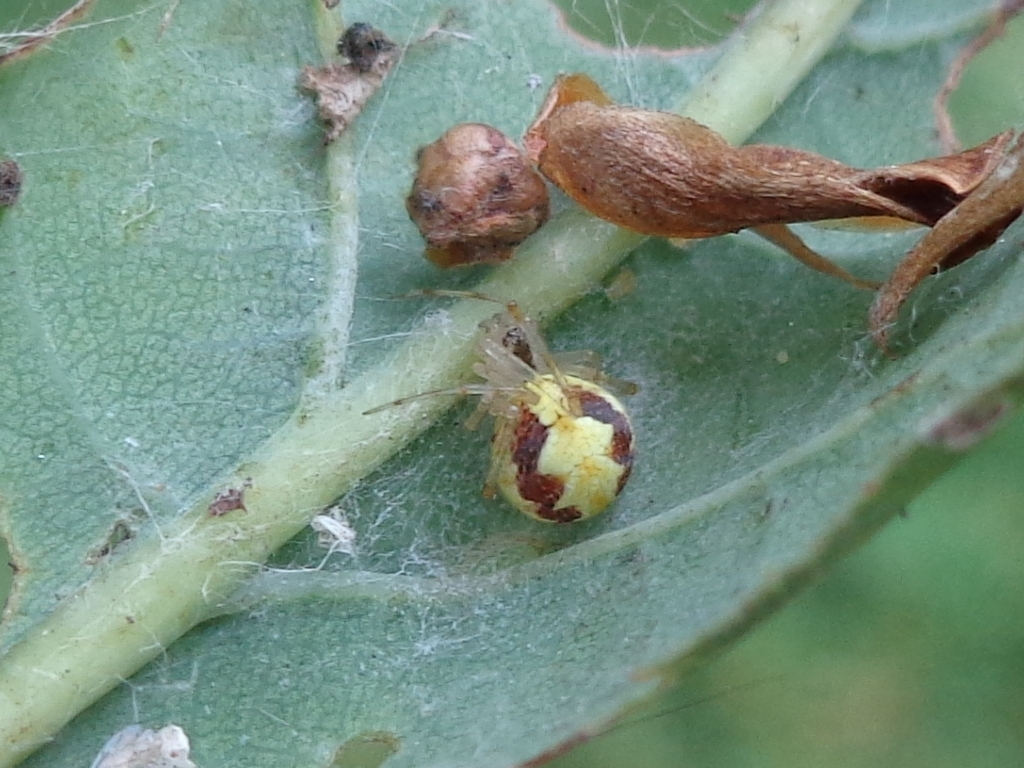
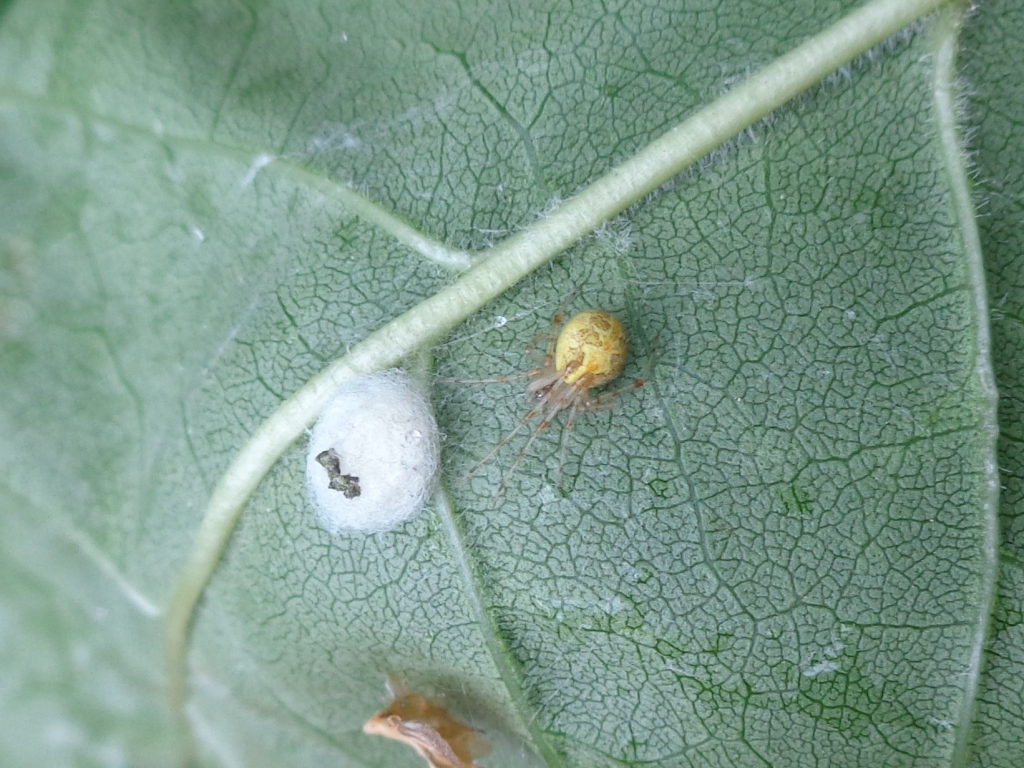
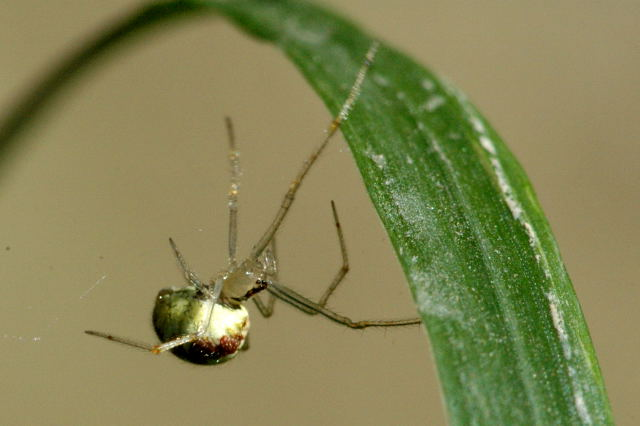
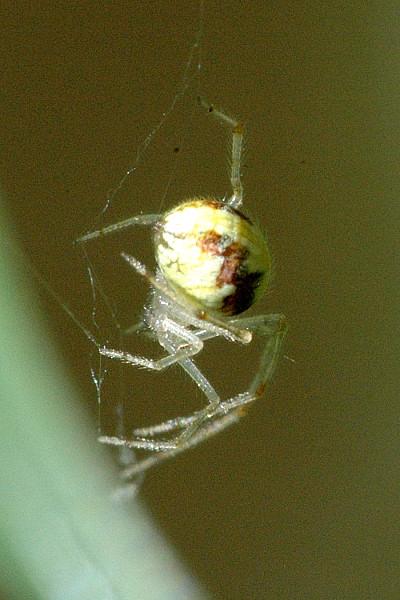